# رائول برنائو
رائول برنائو (اسپانیایی: Raúl Bernao‎؛ زاده ۴ نوامبر ۱۹۴۱ درگذشته ۲۶ دسامبر ۲۰۰۷) بازیکن فوتبال اهل آرژانتین بود.